# Poggea gossweileri
Poggea gossweileri är en tvåhjärtbladig växtart som beskrevs av Arthur Wallis Exell. Poggea gossweileri ingår i släktet Poggea och familjen Achariaceae. Inga underarter finns listade i Catalogue of Life.